# Porphyrinia munda
Porphyrinia munda là một loài bướm đêm trong họ Noctuidae.